# Morawa (Basse-Silésie)
Pour les articles homonymes, voir Morawa.
Morawa est une localité polonaise de la gmina de Strzegom, située dans le powiat de Świdnica en voïvodie de Basse-Silésie.

## Histoire
De 1742 à 1932, Muhrau fait partie de l'arrondissement de Striegau dans le district de Breslau au sein de la province de Silésie.